# ريكاردوس يوسف
ريكاردوس يوسف(1952-) ممثل ومخرج عراقي

## حياته
تخرج من كلية الفنون الجميلة (بغداد) عام 1978 خريج الأكاديمية بكالوريوس قسم المسرح وأكمل الماجستير عام 1990 ، عين أستاذا في كلية الفنون الجميلة عام 1992 ترأس قسم المسرح في معهد الفنون الجميلة فرع الموصل ثم انتقل إلى بغداد عام 1992 أكمل الدكتوراه عام 2003 وتسلم رئاسة قسم التربية الفنية في الموصل لمدة عام ثم انتقل لأربيل عام 2007 هاجر بعد ذلك للعيش في دترويت أمريكا عام 2014 بعد سقوط الموصل بيد داعش شغل منصب نقيب الفنانين العراقيين في أمريكا

### حياته الأسرية
متزوج ولديه ولد وبنت

## مشواره المهني
انطلاقته الفنية كانت عام 1977 حيث قدم العديد من الأعمال في التلفزيون السينما المسرح والإذاعة وهو لا يزال طالبا وعمل في أفلام ومسرحيات عديدة، وأشهر مسلسلاته "عنفوان الأشياء"، «الأماني الضالة»، "أجنحة الثعالب"، «رجال الظل، ذئاب الليل ج2، أيام التحدي، أصايل» وغيرها عشرات الأعمال الجميلة الأخرى. كمل مثل وأخرج أفلام ناطقة بالسريانية مثل فيلم طوفان. في سنة 2014 هاجر إلى الولايات المتحدة ويقيم حالياً في مدينة ديترويت، وأخرج هناك العديد من المسرحيات للجالية العراقية هناك.

## أعماله

### في التلفزيون
| سنة الإنتاج | اسم المسلسل    | الشخصية |
| ----------- | -------------- | ------- |
| 2023        | اقتحام         | (عماد)  |
| 2006        | ألوان الرماد   |         |
| 2003        | القضية 238     | (سمير)  |
| 2000        | أيام التحدي    |         |
| 1997        | الذخائر        |         |
| 1996        | ذئاب الليل ج2  |         |
| 1996        | رجال الظل      |         |
| 1996        | الشمس في كفي   |         |
| 1996        | هستيريا        |         |
| 1995        | أمنيات النساء  |         |
| 1995        | اللسان العربي  |         |
| 1993        | الجرح          |         |
| 1993        | مواسم الحب     |         |
| 1993        | المسافر        | (حمدي)  |
| 1992        | أصايل          |         |
| 1989        | الأماني الضالة | (جمیل)  |
| 1987        | عنفوان الأشياء |         |
| 1987        | ودار الزمن     |         |

### في المسرح
| سنة الإنتاج | المسرحية       | الشخصية |
| ----------- | -------------- | ------- |
|             | كلكامش         |         |
|             | غاليلو غاليليه |         |
| 2000        | هيروسترات      |         |
| 1980        | حسن رخيص       |         |

### في السينما
| سنة الإنتاج | الفيلم             | الشخصية |
| ----------- | ------------------ | ------- |
| 1999        | حفر الباطن         |         |
| 1998        | مخالب النمر        |         |
| 1987        | الفارس والجبل      |         |
| 1987        | المنفذون           |         |
| 1987        | شمسنا لن تغيب      |         |
| 1977        | بيوت في ذلك الزقاق |         |